# Eupterella gladia
Eupterella gladia är en insektsart som beskrevs av Delong och Ruppel 1950. Eupterella gladia ingår i släktet Eupterella och familjen dvärgstritar. Utöver nominatformen finns också underarten E. g. limba.